# ジェイコブ・ジャヴィッツ・コンベンション・センター

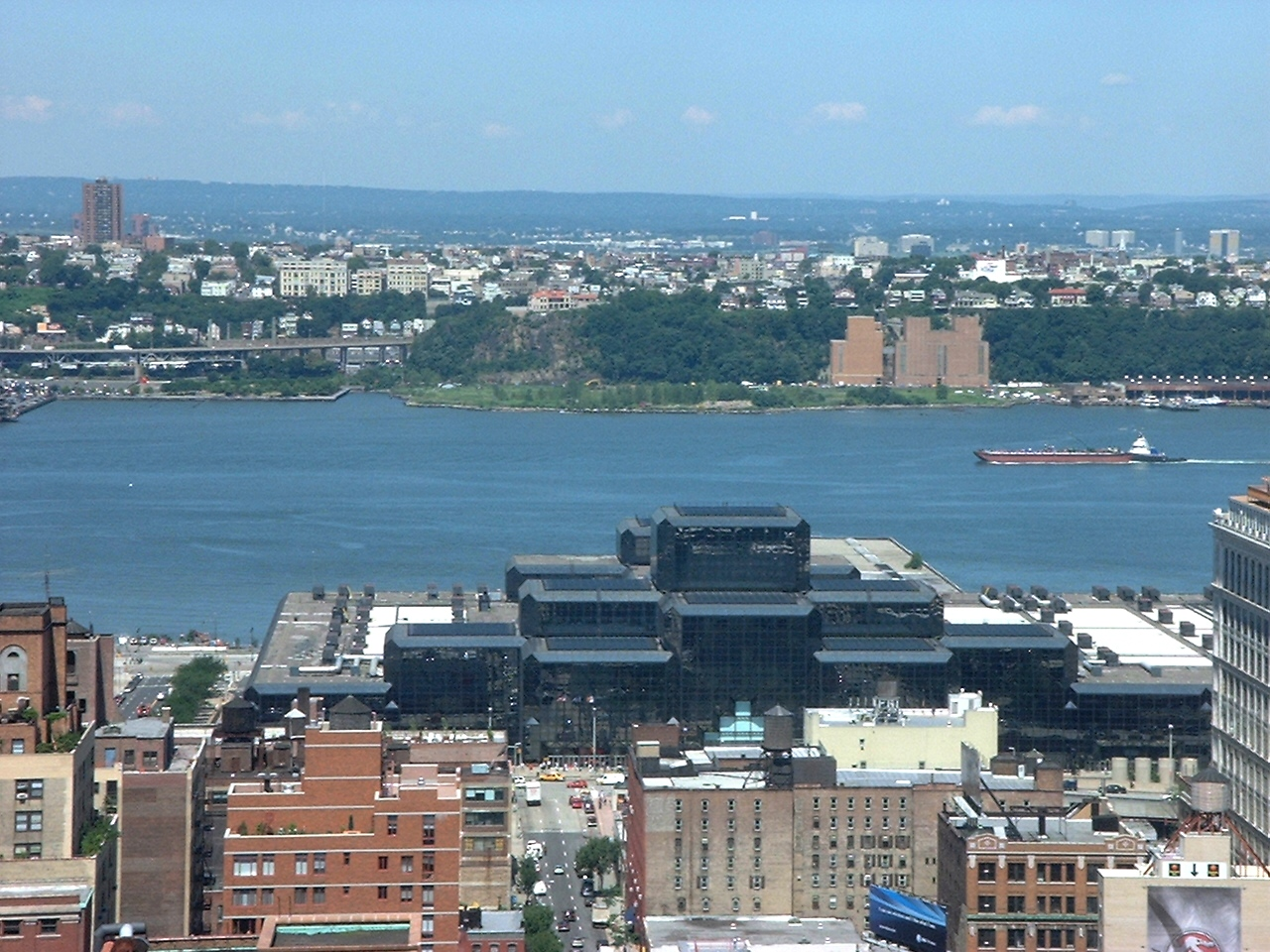
遠景

ジェイコブ・ジャヴィッツ・コンベンション・センター (Jacob K. Javits Convention Center) またはジャヴィッツ・センター (Javits Center) は、ニューヨーク市マンハッタンの大型コンベンション・センターである。

## 概要
ジェイコブ・ジャヴィッツ・コンベンション・センターは34丁目から40丁目の間の11番街沿いに位置する。イオ・ミン・ペイ&パートナーズのJames Ingo Freedによる設計で、革新的なスペース・フレーム構造を採用している。建設は1980年に着工し、1986年に竣工した。施設名は、完成した年に死去したアメリカの上院議員ジェイコブ・ジャヴィッツから取られている。展示スペースの面積は62,700平方メートル (675,000 sq ft)以上である。この施設はニューヨーク市コンベンション・センター運営会社 (New York City Convention Center Operating Corporation) によって運営・管理されている。
コンベンション・センターをウエストサイド・マンハッタンに建設することには長い議論の歴史があった。この議論には1970年代初頭に立ち上がったウエストサイドの大規模開発計画も関連している（詳細は英語版記事を参照）。川沿いの埠頭の埋め立て、タイムズスクエア付近の街区の更地化など、様々な場所が再開発用地として挙がったが、最終的に、1970年代に破綻したペン・セントラル鉄道がウエストサイドに保有していた貨物駅の北半分の跡地にコンベンションセンターを建てることに決定した（貨物駅の南半分は通勤列車の車両基地となり、その後ハドソン・ヤードの超高層ビル群がその上の人工地盤に建てられている）。
この施設が完成する以前のニューヨーク市の主要なコンベンション・センターはコロンバス・サークルにあったニューヨーク・コロシアム（1962年竣工）だったが、ジャヴィッツ・センターの開業に伴って解体され、タイム・ワーナー・センターとして建て替えられた。
1995年、Independent Review Boardはこの施設の求人はマフィアが取り仕切っていることを告発した。
2005年、NFLドラフトが開催された。
2020年3月、ニューヨーク州内で2019新型コロナウイルスによる急性呼吸器疾患の患者数が増加したため、コンベンション・センター内をパーテーションで区切り、2000人を収容できる仮設病院が設営された。

## 主要施設
| 施設                           | 面積                               | 備考                                              |
| ------------------------------ | ---------------------------------- | ------------------------------------------------- |
| 上階展示ホール                 | 38,000平方メートル (410,000 sq ft) |                                                   |
| 下階展示ホール                 | 23,000平方メートル (250,000 sq ft) |                                                   |
| 特別展示ホール                 | 9,300平方メートル (100,000 sq ft)  | 3,800席収容。 102室のミーティングルームにもなる。 |
| カフェ / レストラン / ラウンジ | 5,900平方メートル (63,000 sq ft)   |                                                   |
| コンコース                     | 7,000平方メートル (75,000 sq ft)   |                                                   |
| クリスタル・パレス             | 6,000平方メートル (65,000 sq ft)   |                                                   |
| ガレリア                       | 5,600平方メートル (60,000 sq ft)   |                                                   |
| リバー・パビリオン             | 2,260平方メートル (24,300 sq ft)   |                                                   |
| 駐車場                         | 5,600平方メートル (60,000 sq ft)   | 140台分、平面                                     |
| 公共広場および通路             | 4,500平方メートル (1.1エーカー)    | 11番街地下                                        |

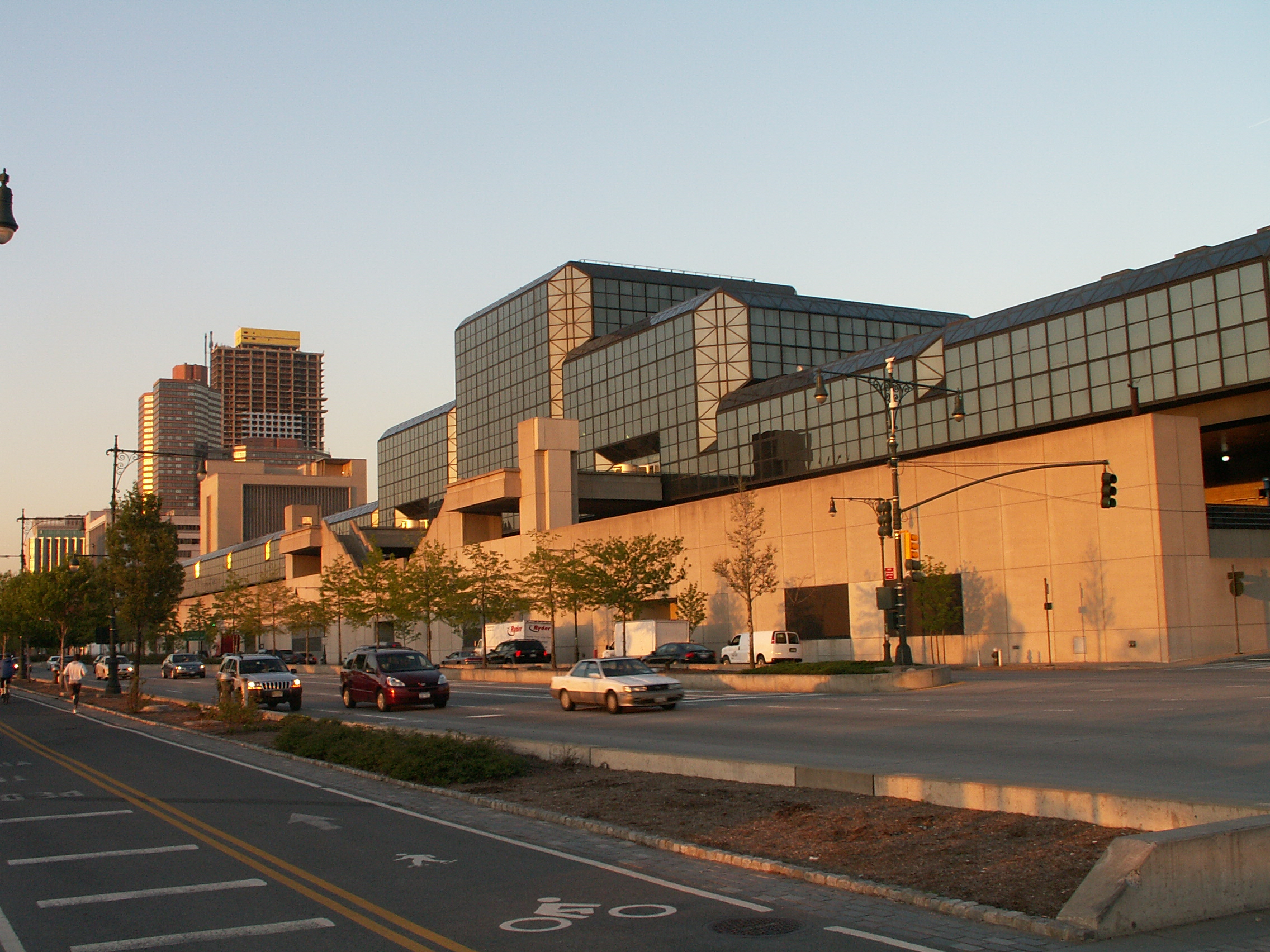
西から見たジャヴィッツ・センター

このほか、2層構造の船積みドック（50か所）がある。